# Arslanbek Açilow
Arslanbek Açilow (ur. 1 lipca 1993 w Türkmenabacie) – turkmeński bokser.
Brał udział na Letnich Igrzyskach Olimpijskich 2016, ale został wyeliminowany w pierwszej rundzie przez Zoltána Harcsa.